# Автошлях Т 0814
Автошля́х Т 0814 — автомобільний шлях територіального значення в Запорізькій області. Проходить територією Гуляйпільського та Оріхівського районів через Гуляйполе — Залізничне — Омельник. Загальна довжина — 27 км.

## Маршрут
Автошлях проходить через такі населені пункти:
| Автошлях Т 0814      |        |
| Запорізька область   |        |
| Гуляйпільський район |        |
| Гуляйполе            | Р85    |
| Залізничне           |        |
| Стульневе            |        |
| Оріхівський район    |        |
| Новоселівка          |        |
| Єгорівка             |        |
| Омельник             | Т 0408 |